# Saint-Cyr-la-Roche
 Saint-Cyr-la-Roche  (en occitano Sent Circ la Ròcha) es una comuna y población de Francia, en la región de Lemosín, departamento de Corrèze, en el distrito de Brive-la-Gaillarde y cantón de Juillac.
Su población en el censo de 2008 era de 435 habitantes.
Está integrada en la Communauté de communes de Juillac-Loyre-Auvézère.

## Demografía
| 278 | 290 | 296 | 288 | 276 | 326 | 435 |
| Para los censos de 1962 a 1999 la población legal corresponde a la población sin duplicidades (Fuente: INSEE [Consultar]) |     |     |     |     |     |     |